# 1801 en Grèce ottomane
Chronologie de la Grèce ottomane
- 1797
- 1798
- 1799
- 1800
- 1801
- 1802
- 1803
- 1804
- 1805

Cette page concerne les évènements survenus en 1801 en Grèce ottomane  :

## Naissance
- Thanassoúlas Valtinós, général.
- Athanásios Voúros (el), escrimeur.
- Dimosthénis Dógkas (el), personnalité politique.

## Décès
- Kyrá Frosýni, mondaine exécutée pour adultère.